# Стройная питта
Стройная питта (лат. Pitta elegans) — вид птиц из семейства питтовых. Выделяют три подвида. Была описана и проиллюстрирована голландским зоологом Конрадом Якобом Темминком в 1836 году на образце, собранном на острове Тимор. Темминк дал название данной особи Pitta elegans. 

## Описание
Длина тела стройной питты — 19 см, масса — 47–77 г. Голова чёрная, шея, подбородок с жёлто-коричневой полосой на макушке. Верхняя часть тела — тёмно-зелёная, как и большая часть крыльев, которые также имеют ярко-бирюзовое пятно на малых кроющих. Надхвостье бирюзово-голубое, хвост чёрный с зелёным кончиком. Низ в основном бежевый, с чёрным центром и красным пятном внизу. Мужская и женская особи похожи.
Характерные для стройной питты естественные среды обитания — субтропические или тропические низменные леса, опушки, небольшие участки леса вдоль рек и зарослей до высот до 1000 метров. Эндемик Индонезии. В 2006 году включены в Красную книгу МСОП.

## Систематика
- Pitta elegans elegans Temminck, 1836
- Pitta elegans maria Hartert, 1896
- Pitta elegans virginalis Hartert, 1896